# 邁耶斯冰原島峰
74°54′S 98°46′W / 74.900°S 98.767°W
邁耶斯冰原島峰（英語：Meyers Nunatak），是南極洲的冰原島峰，位於埃爾斯沃思地，處於曼特山東南面19公里，屬於哈德森山脈的一部分，美國地質調查局根據測量和該國海軍的空中照片繪入地圖，現時由南極條約體系管理。